# Thereus columbicola
Thereus columbicola is een vlinder uit de familie van de Lycaenidae. De wetenschappelijke naam van de soort werd als Thecla columbicola in 1929 gepubliceerd door Strand.